# České nebe (cyklus kantát)
České nebe je cyklus duchovních kantát o českých národních patronech, který zkomponoval Jan Zástěra na texty Marie Dolistové.

## Popis díla
Jedná se o dosud neuzavřený cyklus kantát pro dvě sólistky, sbor, varhany a dechový orchestr.

## Provedení díla
Roku 2012 byla jako první zhudebněna báseň Marie Dolistové Anežka Česká. Ta byla provedena 27.9.2012 v katedrále sv. Víta v Praze orchestrem Hudby Hradní stráže a Policie ČR a rovněž v rámci koncertu tohoto tělesa v roce 2015 v římské bazilice sv. Vavřince za hradbami.
Pro potřeby adventního koncertu v katedrále sv. Víta v Praze v roce 2017 pak přibyly nové dvě kantáty Pramáti Ludmila a Svatý Václav.
U příležitosti výročí 100 let republiky v roce 2018 pak bylo dopsáno dalších osm čísel a cyklus byl uveden premiérově dne 27. září opět v katedrále sv. Víta v Praze. Následoval koncert v kostele Nanebevzetí Panny Marie v Mostě dne 30.9.2018 spojený s natáčením CD.
Cyklus skladeb doplněný o nové kantáty Vintíř, poustevník a Soluňští bratři pak poprvé zazněl v kostele Panny Marie Sněžné v Olomouci dne 1.11.2019. Po uvedení stejné podoby cyklu v kostele Nanebevzetí Panny Marie a svatého Jana Křtitele v Kutné Hoře a v kostele sv. Markéty Břevnovského klášteřa pak dílo zaznělo dne 12. listopadu 2019 v rámci České národní pouti v Lateránské bazilice v Římě za účasti asi 4000 posluchačů.

## Nahrávky
Nahrávka vybraných deseti kantát doplněná o úvodní a závěrečné číslo (Prefatio, Conclusio) vznikla v kostele Nanebevzetí Panny Marie v Mostě ve dnech 29. - 30. září 2018. Spolek Trautzlova umělecká společnost ji pak vydal na CD nosičích v několika reedicích.
TV Noe pořídila záznam z koncertního uvedení vybraných částí díla v Olomouci dne 1.11.2019.

## Interpreti díla
Jako sólistky při všech provedeních vystoupily sopranistky Miroslava Časarová a Bronislava Smržová Tomanová, na varhany hraje Lukáš Dvořák. Koncerty doprovází Hudba Hradní stráže a Policie ČR pro taktovkou  autora hudby, plk. Jana Zástěry. Sborové party pak zajišťuje teplický soubor Collegium hortense pod vedením Matouše Pavlise, který na jednotlivých provedeních spolupracoval s Ženským komorním sborem Jirkov, Komorním sborem Nona, pražskými sbory Komorní sbor Entropie a Kalokagathia, mosteckým gymnaziálním sborem SMoG a dalšími zpěváky.

## Dosud zhudebněné kantáty
- Anežka Česká (2012)
- Pramáti Ludmila (2017)
- Svatý Václav (2017)
- Svatý Zikmund (2018)
- Svatý Kliment (2018)
- Svatý Vít (2018)
- Svatý Wolfgang (2018)
- Svatý Benno (2018)
- Blahoslavený Karel I. (2018)
- Zdislava z Lemberka (2018)
- Vojtěch Slavníkovec (2018)
- Vintíř, poustevník (2019)
- Soluňští bratři (2019)

## Texty prozatím nezhudebněné
- Čtrnáct pražských mučedníků
- Johánek z Pomuku
- Hedvika Slezská
- Hroznata Tepelský
- Kněz Jan Sarkander
- Misionář Jan Neumann
- Prokop Sázavský
- Svatí Kosma a Damián
- Svatý Norbert

## Ocenění
Skladba byla vyhlášena při udílení cen OSA Vážnou skladbou roku 2020. Oba autoři za tento cyklus získali Děkovné uznání České biskupské konference na Velehradě v roce 2019.